# 善養寺恭平
善養寺 恭平（ぜんようじ きょうへい、6月18日 - ）は、日本の男性声優。群馬県出身。81プロデュース所属。

## 略歴
映像テクノアカデミア卒業。
2021年10月から81プロデュースに所属。

## 人物
方言は群馬弁。
趣味・特技はゲーム、PC用品巡り、スキー、音楽ゲーム、高速タイピング。

## 出演

### テレビアニメ
2022年
- うたわれるもの 二人の白皇（デコポンポ兵）
- ブルーロック（チームV 2番、チームV 8番）

2023年
- トモちゃんは女の子!（不良）
- MIX MEISEI STORY 2ND SEASON 〜二度目の夏、空の向こうへ〜（小倉、飛竜3、花岡）
- アリス・ギア・アイギス Expansion（マッチョ）
- 久保さんは僕を許さない（男B）

2024年
- 時々ボソッとロシア語でデレる隣のアーリャさん（男子生徒、サッカー部キャプテン、生徒）
- ダンジョンの中のひと（モンスター）
- メカウデ（電車内の高校生A）
- ダンダダン（男子生徒2）

2025年
- 戦隊レッド 異世界で冒険者になる（レイン）
- クラスの大嫌いな女子と結婚することになった。（男子生徒A）
- 青のミブロ（門人）
- 勘違いの工房主〜英雄パーティの元雑用係が、実は戦闘以外がSSSランクだったというよくある話〜（ゴブリン）
- 宇宙人ムームー（狩猟研究会）
- 小市民シリーズ（男子）
- mono（外国人男性）
- サイレント・ウィッチ 沈黙の魔女の隠しごと（生徒）
- New PANTY & STOCKING with GARTERBELT（ゴースト）

### 劇場アニメ
- BLOODY ESCAPE -地獄の逃走劇-（2024年）
- 劇場版ブルーロック -EPISODE 凪-（2024年）
- がんばっていきまっしょい（2024年、男子生徒）

### Webアニメ
- Duel Masters LOST 〜追憶の水晶〜（2024年、バイト仲間B）
- トランスフォーマー ワイルドキング（2025年、ハイドロファント）

### ゲーム
2021年
- クッキーラン:キングダム
- Library of Ruina（ヤン・ヴィスモク）

2022年
- ヴァンガード ディアデイズ
- 少女とドラゴン -幻獣契約クリプトラクト-（カシエル）
- ドラガリアロスト（ジンローダの部下 他）
- フェアリースフィア（ブッシュ・ド・ノエル）
- プリンセスコネクト!Re:Dive ストーリーイベント 『エピソード･オブ･パイレーツ 海賊島の呪われし遺宝』（付き人）

2023年
- 原神（ディトーマル、ムッシュ・ヴォロンテ・ヌーヴェル、ロアルテ、ジヴェルニー、アイグイ）
- ディズニー ツイステッドワンダーランド（スカラビア寮生）

2024年
- 東京サイコデミック 〜公安調査庁特別事象科学情報分析室　特殊捜査事件簿〜（清原恒介）

### 吹き替え

#### 映画
- アイアンクロー（マイク・フォン・エリック〈スタンリー・シモンズ〉）
- サイエン 復讐の森（ホセ）
- 白雪姫[4]
- ダーク・ハーヴェスト（ミッチ〈ウエスト・マルホランド〉）
- バト・ミツバにはゼッタイ呼ばないから（アンディ）
- ピーターと魔法の象（ピーター）
- ほの蒼き瞳（ハントゥーン 他）

#### ドラマ
- 愛しのボンベイ
- ウェンズデー（ローワン・ラスロー〈カラム・ロス〉）
- エージェント・オブ・ミステリー（イ・ヨンジン）
- NCIS: ニューオーリンズ  シーズン7（オリー）
- El Elegido -選ばれし者-（アンヘロ）
- 汚れなき子（ルーベン）
- サンタクロース ザ・シリーズ（ヒューゴ）
- 私立探偵マグナム シーズン4（ケイド）
- Spin（ベン、ガネーシュ 他）
- Sex/Life（歌手、配達人）
- This イングランド 〜ボリス・ジョンソンの軌跡〜（ベン 他）
- メアリー&ジョージ 王の暗殺者（キット・ヴィリアーズ）

#### アニメ
- スワン・プリンセス 愛は永遠に
- タラ・ダンカン（ターゴ、ゴルブ・ドル 他）
- 転生宗主の覇道譚 〜すべてを呑み込むサカナと這い上がる〜（2025年、自在教教徒[初出 4]、一方居男[初出 10]、王肖[初出 14]）

### オーディオドラマ
- ヘブンズコード・ブレイカーズ（飯島 他）

### オーディオブック
- 現実でラブコメできないとだれが決めた?（穴山駿 他[5]）
- 育ち盛りの教え子がやけにエモい（山口晋太郎）
- 高嶺の花には逆らえない（進藤新）
- ピンポンラバー（千波晴海、凪代琉嘉 他）

### ボイスドラマ
- 極カノ〜若頭の初恋は取扱注意〜（新海社長、運転手、ヤクザ）
- バツイチアラサーと男子高校生（男子学生）
- 三日月まおは♂♀を選べない（荒巻天満 他）

### CM
- WebCM エフピコグループ 60周年記念公式キャラクター『ピコザウルス』SDG's/リサイクル（男の子）
- WebCN デアゴスティーニ Among Us フィギュアキーチェーン（ナレーション）
- WebCM YOASOBI はじめての プロジェクトCM 〜ヒカリノタネ〜（椎太〈中二時代〉）

### 初出話一覧
1. 1 2 3  第3話初出
2. 1 2  第9話初出
3. 1 2 3  第10話初出
4. 1 2 3  第4話初出
5. ↑  第14話初出
6. ↑  第19話初出
7. ↑  第11話初出
8. 1 2 3  第1話初出
9. 1 2  第8話初出
10. 1 2 3  第6話初出
11. ↑  第16話初出
12. 1 2  第5話初出
13. ↑  第18話初出
14. ↑  第7話初出